# Tipula incorrupta
Tipula incorrupta är en tvåvingeart som beskrevs av Alexander 1933. Tipula incorrupta ingår i släktet Tipula och familjen storharkrankar. Inga underarter finns listade i Catalogue of Life.